# B53型核彈
Mk/B53是一種由美國在冷戰期間研發的高當量碉堡剋星(英語: bunker buster)熱核武器。B53部署在戰略空軍司令部的轟炸機上，其爆炸當量為900萬噸，是B41核彈在1976年退役後，美國核武庫中最強的核武器。
B53是泰坦2號運載火箭所搭載的W53核彈頭的基礎，泰坦2號運載火箭在1987年退役。雖然它在2010年之前多年都沒有處於在役狀態，但在此期間仍保留了50枚B53作為非現役核武器儲備庫「限制」直至最後一批B53比計劃提前一年，於2011年10月25日被全部拆解。

隨著B53的退役，當時美國核武庫中最強的在役核武器是B83，其最高爆炸當量為120萬噸。B53在碉堡剋星上的地位被B61-11替代。

## 歷史

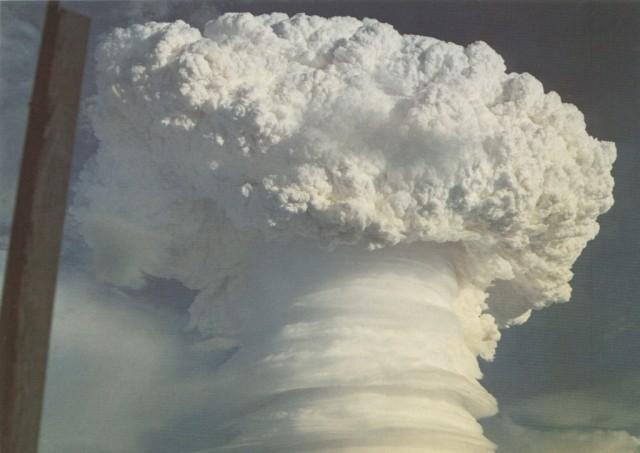
第一次硬餅乾行動-Oak核武器試驗

B53的研發工作於1955年展開，由洛斯阿拉莫斯國家實驗室以早期的Mk21和Mk46為基礎研發。1958年3月，戰略空軍司令部發布了新的Class C要求(當量少於500萬噸)的炸彈以替換早期的Mk41。Mk46的修改版在1959年成為TX-53。雖然TX-43的前身TX-46的實驗性設計在1958年6月28日的第一次硬餅乾行動-Oak中進行了試驗，爆炸當量為890萬噸，但實際上TX-53彈頭在研發過程中並沒有進行測試。
一些早期型號的炸彈在1967年開始拆解。在泰坦2號運載火箭計劃結束後，剩餘的W53在1980年代後期退役。B53在1986年退役，但在1988年，50枚B53重新投入使用，並進行安全升級，是為B53-1，這樣空軍便可以打擊一些之前由泰坦2號火箭覆蓋的目標。
那時，過時的B53預計會被立即拆解，但是，由於安全問題和缺乏資源，武器元件的拆解程序受到極大的阻礙。2010年，下發了拆解50枚B53的准許，拆解在德州的Pantex工廠進行。最後一枚在庫存中的B53的拆解程序在2011年完成。

## 規格
B53長12呎4寸(3.76 m)，直徑為50寸(1.27 m)。含W53核彈頭，800 - 900磅(360 – 410 kg)的降落傘系統以及確保炸彈在下放投遞(英語: laydown delivery)時不會做成大量損傷的蜂巢狀鋁製鼻錐，共重8,850磅(4,010 kg)。它有5個降落傘，一個5呎(1.52 m)的輔助降落傘，一個16呎(4.88 m)的傘，以及3個48呎(14.63 m)的主傘。降落傘的啟用取決於投送方式，主傘只會在下放投遞中啟用。至於自由落體投遞，則不會使用降落傘系統。
B53所用的W53彈頭使用橡樹嶺合金(oralloy，即高濃縮鈾)而不是鈈作裂變，和使用氘化鋰-6的混合燃料作聚變。炸彈則由黑索金(RDX)和三硝基甲苯(TNT)的混合物構成，它們並非低敏感度炸藥。B53總共有二個變種型號，分別是B53-Y1，是一種「髒彈」，以鈾-238包圍次級核彈，以及B53-Y2，是一種「乾淨炸彈」，以非裂變材料(如鉛或鎢)包圍次級核彈罩。根據2014年的解密文件顯示Y1的爆炸當量是900萬噸。

## 角色/用途
它計劃用作碉堡剋星(英語: Bunker buster)，投下後於地面爆炸，向地面發射衝擊波，摧毀目標。這種武器設想對蘇聯在莫斯科以南，契訶夫和Sharapovo地區的深層地下領導層避難所，進行多枚B53/W53的地面爆炸攻擊。此後，它被具有差不多功能的B61-11透地炸彈所取代，B61-11穿入地面以傳遞更多的爆炸能量至地面，因此，B61只需要更少的當量便能達到B-53的相同效果。
B53原本計劃在1980年代退役，但50枚B53直至B61-11在1997年部署前仍處於在役庫存。那時，過時的B53預計會被立即拆解，但是，由於安全問題和缺乏資源，武器元件的拆解程序受到極大的阻礙。最後一枚B53在2011年10月25日(星期二)於美國能源部的Pantex工廠開始拆解程序。

## W53

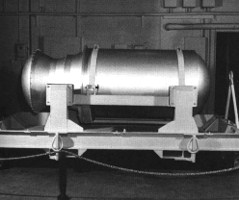
W53的核爆炸組件

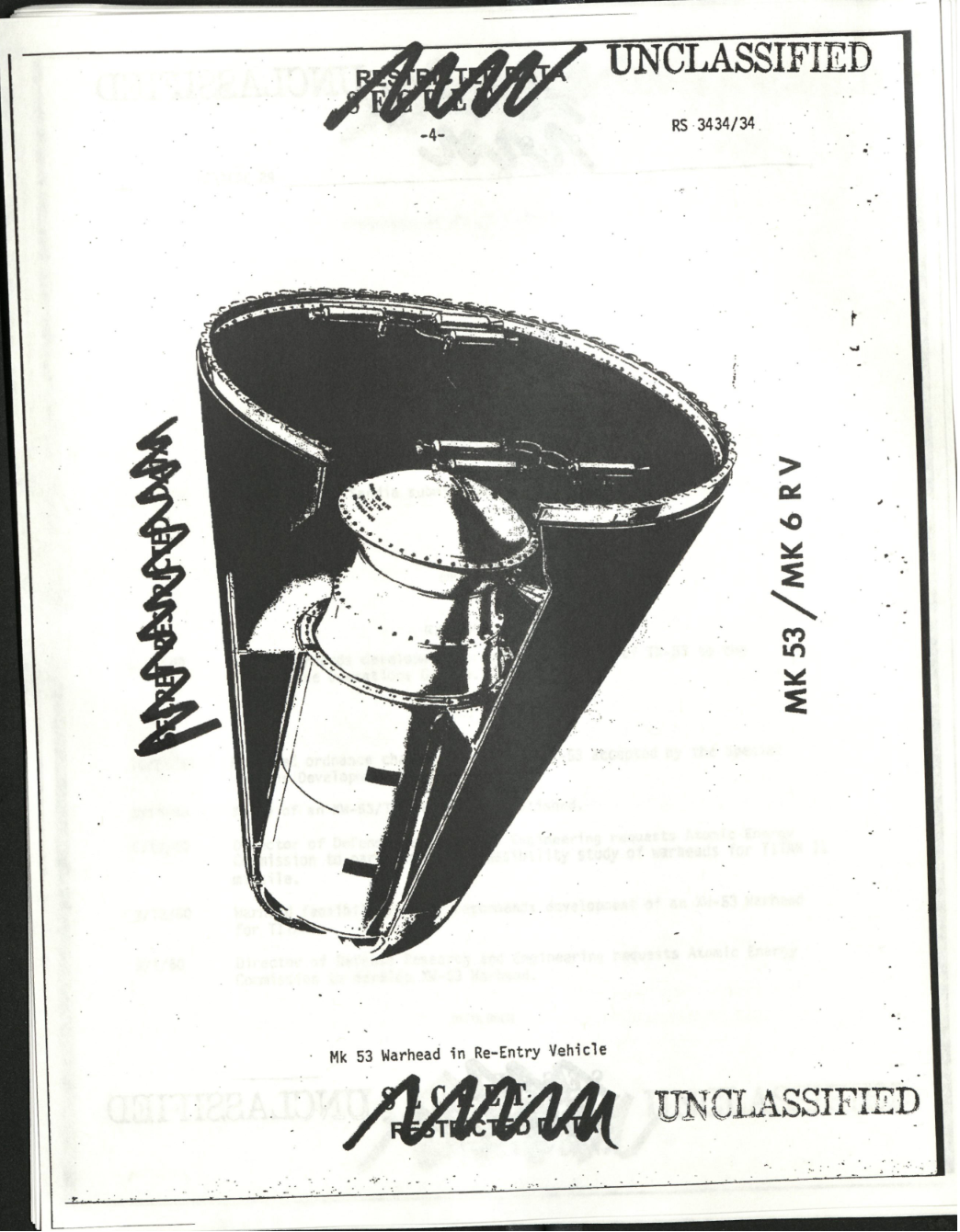
在Mk6重返大氣層載具內的W53/Mk53熱核彈頭

泰坦2號洲際彈道導彈的W53核彈頭使用與B53相同的核爆炸組件，但它沒有B53的空投特製組件(如降落傘系統以及在鼻錐和側面作下放投遞之用的可撞毀結構)，這減少其重量至6,200磅(2,800 kg)。搭載W53核彈頭的Mark 6重返大氣層載具重8,140磅(3,690 kg)，約長123英寸(3.1 m)，直徑為7.5呎(2.3米)，直徑為8.3呎(2.5 m)的隔離片安裝在導彈連接處(導彈的核心直徑為10呎[3.0 m])。其爆炸當量為900萬噸，是部署過在美國導彈上的最高當量彈頭。在1962年12月-1963年12月期間，生產了約65枚W53。
1980年9月19日，燃料洩漏導致泰坦2號洲際彈道導彈在位於阿肯色州的導彈發射井中爆炸，把W53核彈頭被拋擲至遠處外。所幸導彈有安全措施，W53並沒有發生爆炸或洩漏任何放射性物質。在1982年10月開展退役計劃之前，52枚在役彈頭仍部署在導彈發射井中。

## 威力
假設B53在最合適的高度爆炸，900萬噸的爆炸會產生一個直徑約為2.9 - 3.4英里(4.7 - 5.5 km)的火球。所放射的熱足以對20英里(32 km)半徑(3,200 km2)內，毫無任何保護的人造成致命燒傷。爆炸會導致9英里(14 km)半徑(660 km2)內的大部分房屋，工廠倒塌；在3.65英里(5.87 km)半徑(110 km2)內，幾乎所有地上建築物都被摧毀，爆炸造成的影響將造成近乎100%的死亡。在2.25英里(3.62 km)內，平均每人會受到500侖目(5希沃特)的電離輻射照射，50% - 90%的人傷亡，這傷亡率與人體在此距離所受到的熱效應或爆炸效應無關，僅為電離輻射對人體造成的影響。